# Irma Yourstone
Irma Linnéa Yourstone, född Claesson 15 juli 1911 i Lundby församling i Göteborg, död 22 augusti 1988 i Halmstad, var en svensk keramiker och formgivare. Hon var syster till Ilse Roempke.  
Yourstone var utbildad på Slöjdföreningens skola i Göteborg. Efter anställning på Rörstrand 1928–1939 var hon verksam på  frilansbasis för Rörstrand, Laholmskeramik, Upsala Ekeby och Bo fajans. Hon drev också firman Yourstone keramik med maken Henry Yourstone, först i Huddinge 1942–1959 och sedan i Halmstad 1959–1986 där den under en period kallades Lerlaxen.  Hon är känd för sina oglaserade figurer och väggreliefer från början av 1970-talet. 